# ムゲ
ムゲ（モンゴル語: Müge,中国語: 木格,? - ?）とは、13世紀初頭にモンゴル帝国に仕えたジャライル部出身の千人隊長(ミンガン)の一人。
『元朝秘史』などの漢文史料では木格(mùgé)、『集史』などのペルシア語史料ではموكه نویان（Mūka Nūyān）と記される。
チンギス・カンによって次男チャガタイの王傅に任ぜられ、ムゲ率いる千人隊はチャガタイ・ウルスの原型となった。

## 概要
『元朝秘史』によると、ムゲは1206年にモンゴル帝国が建国された際にチンギス・カンによって任命された95名の千人隊長(ミンガン)の一人で、『元朝秘史』の功臣表では66位に列せられている。『元朝秘史』にはムゲの出自などについて記載がないが、『集史』「ジャライル部族志」はムゲがジャライル部族出身の御家人(ノコル)であったと記している。
その後、チンギス・カンによる諸子(ジョチ・チャガタイ・オゴデイ)諸弟(カサル・カチウン・オッチギン)への千人隊の分封が始まると、ムゲはバルラス部のカラチャル、バアリン部のココチュス、出自不明のイドカダイらとともにチャガタイの王傅とされ、ムゲら4人の率いる千人隊(ミンガン)はチャガタイ・ウルスの原型となった。
その後のムゲの事蹟については記録がないが、那珂通世は『元史』巻133に記される忙哥とムゲが同一人物であるとし、その子孫は応昌に住まったとする。しかし、村上正二はチャガタイ家の王傅となり、後述するように『集史』では子孫が中央アジアで活躍したことが記録されるムゲと忙哥を同一人物と見なすのは蓋然性が低いと批判している。

## 子孫
『集史』「ジャライル部族志」などによると、ムゲの息子イェスル(Yesür＞yīsūr/ییسور)も父同様にチャガタイ・ウルスに仕え、御家人筆頭になったという。イェスルは『集史』の中ではイェケ・イェスル、イェスル・ノヤンとも表記されている。1260年代後半、帝位継承戦争から続く一連の内乱によって混乱状態にあったチャガタイ・ウルスはチャガタイの曾孫バラクによって再統一されつつあり、イェスルもバラクに仕えてその軍団長となった。
バラクはタラス会盟によってオゴデイ家のカイドゥ、ジョチ家のモンケ・テムルらとともに中央アジアの領土を分割し、更に西南のフレグ・ウルスに侵攻する協力をとりつけた。この時、イェスルは「最良の策は和平である。アバカ・カン(当時のフレグ・ウルス当主)は偉大な統治者である。彼と和平を結ぶのは我々にとって名誉なことである」と述べてバラクのフレグ・ウルス侵攻を諫めたが、バラクは聞き入れずフレグ・ウルス侵攻を強行した。また、バラクは遠征に先立ってイェスルを更迭し、同じジャライル部族出身でジョチ・ダルマラ家のジャライルタイを遠征軍の主将に抜擢している。
果たして、バラクはアバカ・カンの率いる軍勢にカラ・スゥ平原の戦いで惨敗し、バラクは間もなく亡くなってしまった。紆余曲折の末チャガタイ・ウルス当主の座はバラクの息子ドゥアに継承されたが、イェスルはドゥアによってフレグ・ウルスとの国境地帯に当たるバルフ、バドギス地方の守備を任せられていたという。イェスルは対フレグ・ウルスの守将として活躍したようで、イェスルの息子の一人はフレグ・ウルスとの戦いの中で捕虜にされたことが記されている。

## 初期チャガタイ・ウルスの4千人隊
- バアリン部のココチュス
- バルラス部のカラチャル
- ジャライル部のムゲ
- 出自不明のイドカダイ